# Timo-Juhani Kyllönen
Timo-Juhani Kyllönen, född 1 december 1955 i Salois (nära Brahestad), är en finländsk tonsättare. 
Efter studier i bland annat dragspel och komposition vid Gnesininstitutet och Tjajkovskijkonservatoriet i Moskva har Kyllönen verkat som lärare i musikteori vid Sibelius-Akademin. Han har komponerat bland annat två symfonier med Dmitrij Sjostakovitj som närmaste förebild, kammarmusikaliska verk (även med dragspel), solosånger, kör- och filmmusik.